# Bodhisattva

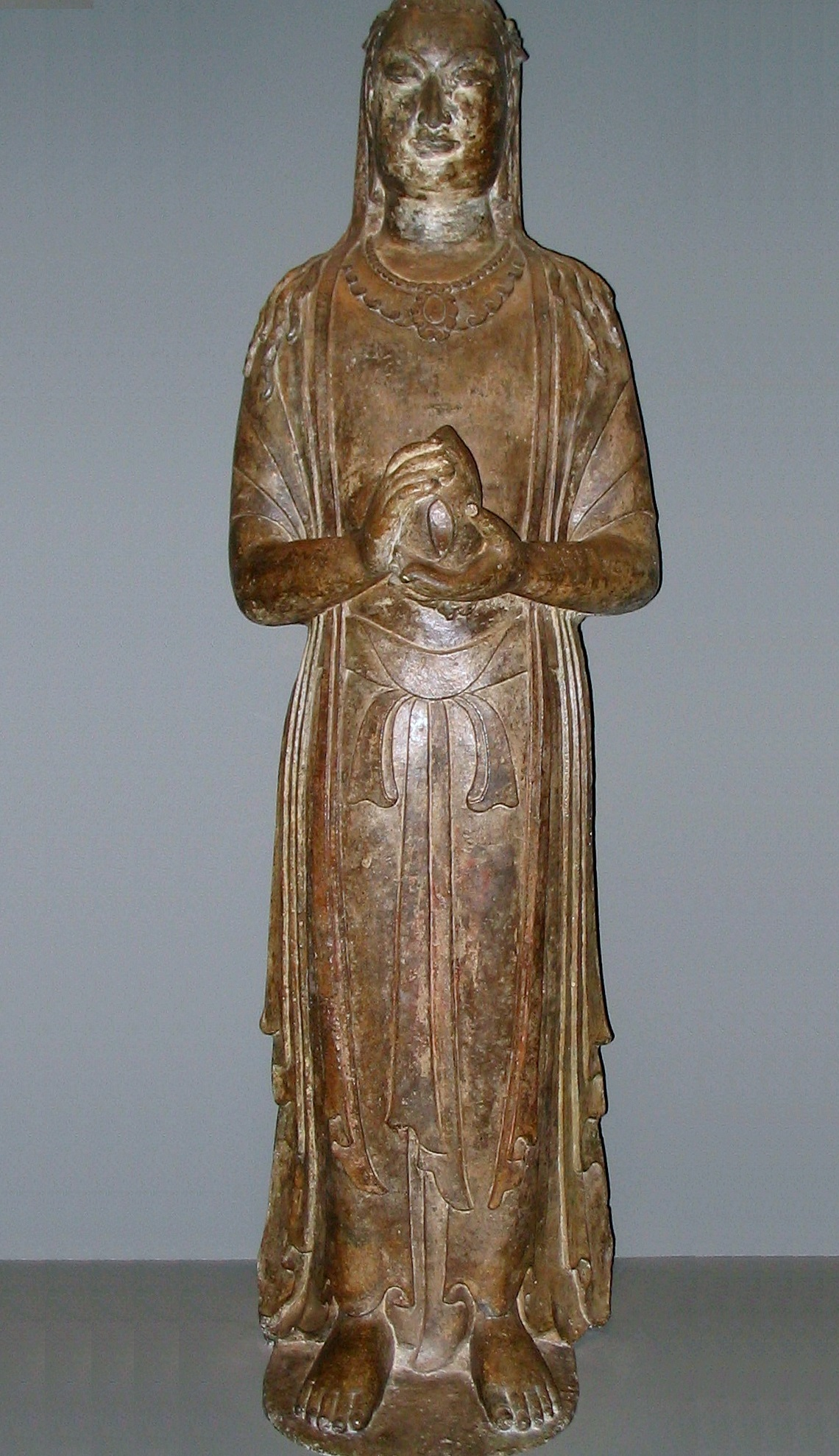
Statua di bodhisattva ad Henan, Cina (VI secolo)

Nel buddhismo un bodhisattva è una persona che pur avendo ormai raggiunto l'illuminazione, e avendo quindi esaurito il ciclo delle sue esistenze terrene, sceglie tuttavia di rinunciare provvisoriamente al nirvana e di continuare a reincarnarsi, sotto la spinta della compassione, per dedicarsi ad aiutare gli altri esseri umani a raggiungerlo, spendendo per loro i propri meriti.

## Etimologia
Bodhisattva (devanāgarī बोधिसत्त्व) è un sostantivo maschile sanscrito derivante dai termini bodhi ("illuminazione") e sattva ("essere", o anche "mente"). È un termine proprio del Buddhismo.
Nelle altre lingue asiatiche il termine bodhisattva è così reso:
- pāli: bodhisatta;
- cinese púsà (菩薩);
- giapponese bosatsu (菩薩?);
- coreano bosal (보살);
- tibetano jangchup sempa (བྱང་ཆུབ་སེམས་དཔའ, byang-chub sems-dpa');
- vietnamita: bồ tát.

## Interpretazioni del termine
- Secondo Nakamura Hajime[2] il termine bodhisattva indica nel Buddhismo un essere la cui intima natura corrisponde al "Risveglio" oppure "colui che cerca di conseguire il 'Risveglio'" o ancora "colui la cui mente (sattva) è fissa sulla bodhi".
- Paul Williams[3] offre una definizione precisa, ovvero "colui che sta percorrendo la via per diventare un buddha". Williams nota tuttavia che, mentre non ci sono dubbi sul termine bodhi, proveniente dalla radice indoaria budh (da cui Buddha), che indica il Risveglio spirituale, il termine sanscrito sattva offre diverse interpretazioni: "essere senziente", "essenza", "coraggio" e in questo senso può indicare l'"essere che si incammina verso la bodhi", oppure colui che è di "essenza-bodhi", o ancora colui che è un "eroe del Risveglio".

## Il bodhisattva nel Buddhismo dei Nikāya e nel Buddhismo Theravāda

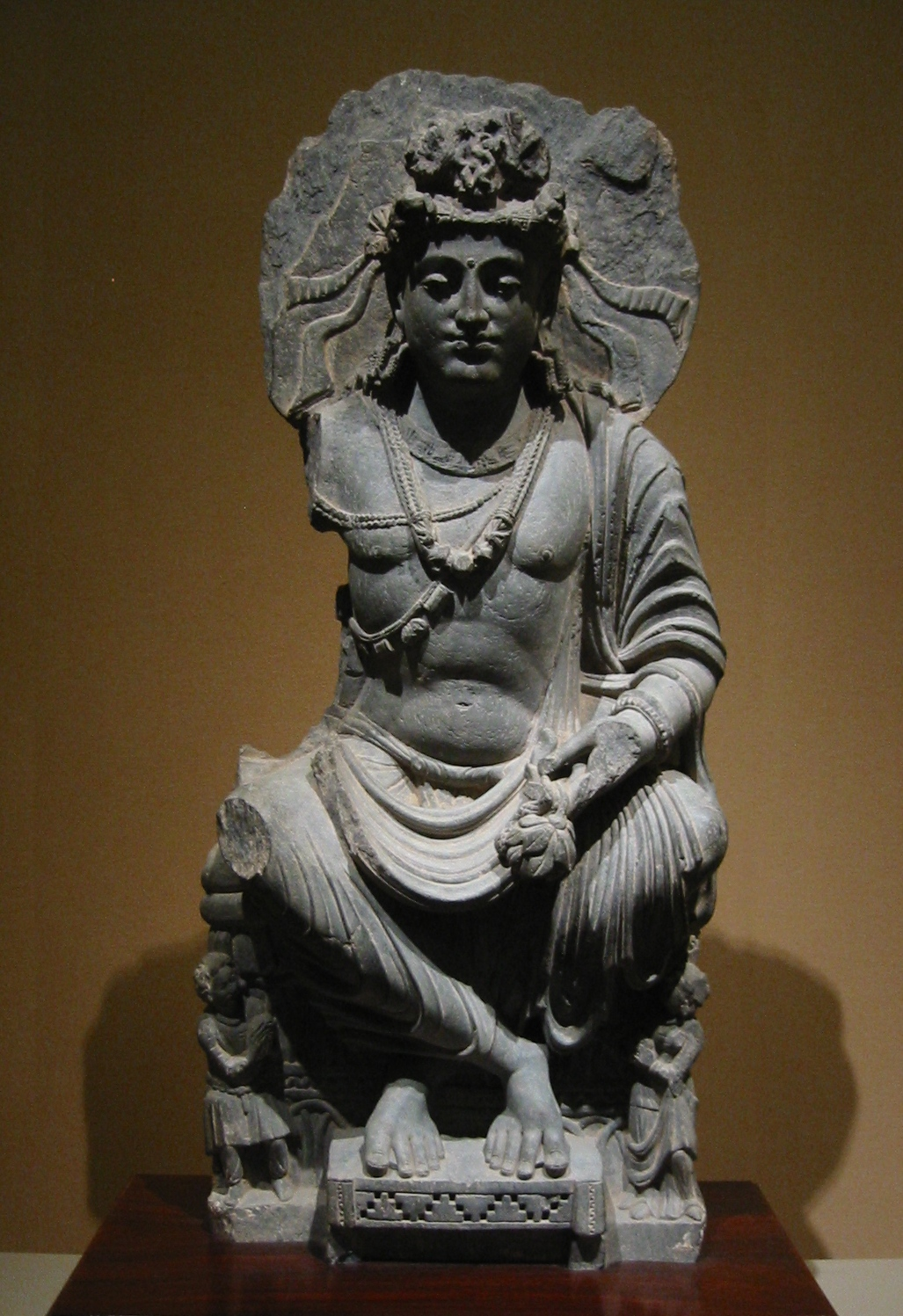
Il bodhisattva Maitreya seduto su un trono in stile greco-buddhista, risalente all'epoca Kushan, Gandhāra, II secolo (Tokyo, Museo Nazionale).

L'idea centrale del Buddhismo dei Nikāya e del Buddhismo Theravāda è che ci sia un solo buddha per ogni Era.
Nel quadro di queste dottrine, per divenire un buddha occorreva che il Buddha storico, Gautama Buddha, avesse precedentemente pronunciato un voto (praṇidhāna) all'epoca del Dipamkara Buddha il quale predisse la venuta di Gautama Buddha nella nostra Era e nel nostro mondo.
Il futuro buddha Gautama, quando era il brahmano Sumedha, pronunciò il "voto" di bodhisattva davanti al Buddha Dīpaṃkara, avviando quindi un percorso di "perfezioni" (pāramitā), con particolare riguardo alla generosità (dāna) e alla saggezza (prajña), al fine di raggiungere la bodhi. Questo percorso di perfezionamento spirituale progressivo nelle varie Ere è concepito, per questo tipo di Buddhismo, come 'raro' (raro come il fiorire dell'Udumbara) e riguarda un ristrettissimo numero di esseri (tra gli otto e i venticinque), tutti umani (mānuṣibuddha).
Coloro che ascoltano e seguono gli insegnamenti di un "buddha", ovvero gli śrāvaka (ascoltatori della voce [di un buddha]), possono realizzare la bodhi divenendo degli arhat e raggiungere il nirvāṇa, ma non possono realizzare la buddhità (l'illuminazione dei Buddha, anuttarā-samyak-saṃbodhi), essendo la "buddhità" riservata solo e unicamente ai buddha.
Gli śrāvaka non hanno mai potuto realizzare lo stato di buddha in quanto il loro "Risveglio" è determinato dall'ascolto degli insegnamenti altrui e non provocato da quello che Nakamura Hajime definisce un "dramma cosmico" che porta all'apparizione di un buddha.
Il bodhisattva, per queste scuole, è dunque quel 'raro' essere che numerosi eoni prima ha pronunciato un "voto" per raggiungere la bodhi e salvare gli altri esseri senzienti grazie all'esperienza della suprema conoscenza (sarvajñāna).
Gautama Buddha, il fondatore del Buddhismo, nella sua vita precedente a quella in cui raggiunse lo stato di buddha era per questo un bodhisattva, e bodhisattva può essere solo colui che in futuro diverrà un buddha, i suoi discepoli possono solo ambire allo stato di arhat conseguendo il nirvāṇa.
Le gesta da bodhisattva compiute da Gautama Buddha nelle sue precedenti esistenze sono raccontate nei Jātakamāla, in cui i fedeli cercano ispirazione, leggendo di come Gautama Buddha abbia raggiunto il "Risveglio" nel prosieguo delle sue precedenti vite. Lo stesso Gautama, quando riferisce della sua esistenza prima di divenire un buddha, si esprime "quando ero ancora un Bodhisattva".
In questa tradizione quando un bodhisattva raggiunge lo stato di buddha, dopo la morte entra nel parinirvāṇa e cessa di rinascere per predicare il Dharma, ciò che resta di lui è il Dharmakāya, ovvero il "corpo" dei suoi insegnamenti raccolti e tramandati dai suoi discepoli. L'unico altro bodhisattva menzionato nel Canone Pāli è il prossimo Buddha, Maitreya. Nella tradizione Theravāda, perciò, non esistono altri bodhisattva.

## Il bodhisattva nel Buddhismo Mahāyāna

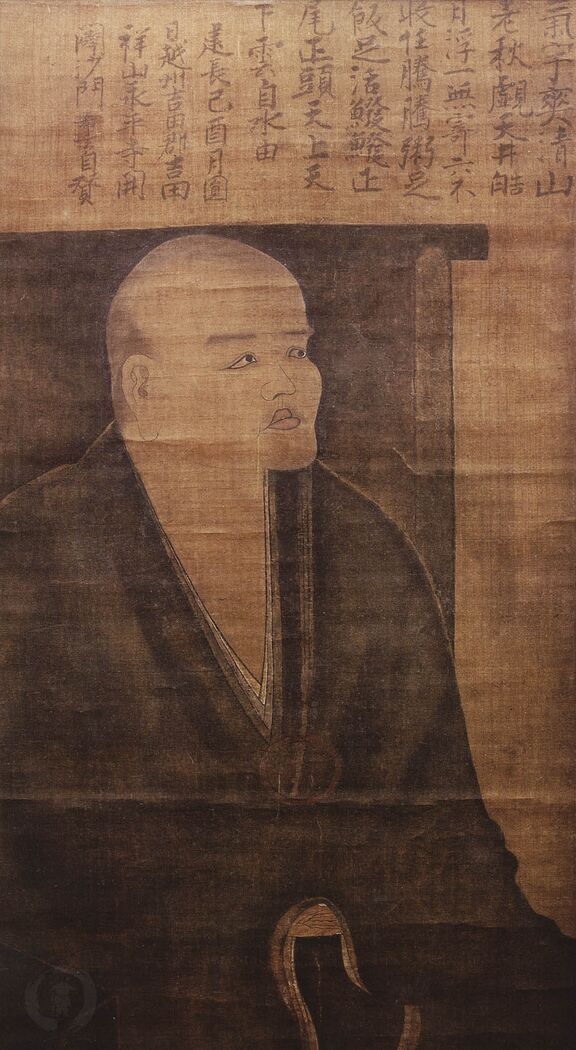
Ritratto del monaco giapponese zen Dōgen (1200-1253) conservato presso il tempio Hōkyō-ji (宝慶寺) in Giappone, Prefettura di Fukui.

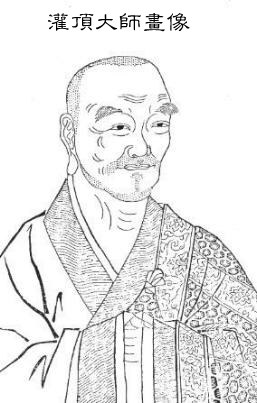
Guàndǐng (灌頂, 561-632) fu uno dei patriarchi del Buddhismo Tiāntái.

Secondo le dottrine del Buddhismo Mahāyāna, invece, lo stato di buddha può essere conseguito da qualsiasi "essere senziente", possedendo ogni "essere senziente" la "natura di buddha" (tathāgatagarbha).
Ne consegue che chiunque pronunci con sincerità il voto di bodhisattva (praṇidhāna) è un bodhisattva e col prosieguo del tempo, e grazie alla costante pratica delle pāramitā, può realizzare la piena "buddhità" (anuttarā-samyak-saṃbodhi) e divenire esso stesso un buddha perfettamente illuminato (samyaksaṃbuddha).
Il voto del bodhisattva (praṇidhāna) nella letteratura religiosa Mahāyāna richiama inequivocabilmente il desiderio di condividere la bodhi con tutti gli esseri senzienti, così il Prajñāpāramitāsūtra più antico (composto a cavallo della nostra Era), l'Aṣṭasāhasrikāprajñāpāramitā:
(Aṣṭasāhasrikāprajñāpāramitā)
Da tener presente che l'intera letteratura Mahāyāna insiste sulla vacuità di tutto il Reale e quindi sull'inesistenza di qualsiasi "essere" dal salvare:
(Vajracchedikā-prajñāpāramitā-sūtra, 3)
Per questa ragione, ricorda Paul Williams, per il Mahāyāna tutti alla fine dovranno pronunciare il "voto" del bodhisattva per acquisire lo stato di buddha a beneficio di tutti gli esseri.
Sempre per questa ragione Paul Williams evidenzia che:
(Paul Williams. Op.cit.)
Ma anche:
(Paul Williams. Op.cit.)
Philippe Cornu, nel ricordare la suddivisione di bodhisattva d'"intelligenza graduale" (ovvero il seguace dello Hīnayāna che pur avendo superato gli oscuramenti passionali deve ancora superare quelli cognitivi), da quello di "intelligenza immediata" (che prende i voti da bodhisattva fin dall'inizio del suo cammino di perfezionamento), evidenzia che quest'ultimo non "entra nella corrente" (śrota āpanna) poiché la corrente che consente il nirvāṇa è imperfetta dal punto di vista dei bodhisattva. Non solo il bodhisattva:
(Philippe Cornu. Op.cit.)
In ultima analisi:
(Nakamura Hajime. Op. cit.)
Lo stato di buddha è quindi l'obiettivo da conseguire per i mahāyānisti. Il percorso per raggiungere tale stato si avvia con la scelta di divenire un bodhisattva, adoperandosi per la liberazione di tutti gli esseri senzienti. Siccome la dottrina della vacuità (dottrina centrale per i mahāyānisti) insegna che non c'è alcun fenomeno separato dall'altro, allora non vi può essere alcuna "liberazione" individuale, tutti realizzeranno la bodhi.
La "inconciliabilità" tra illuminazione realizzata da un Buddha e la sofferenza di un "essere senziente" (e quindi la necessità di intervento di buddha e bodhisattva nel mondo) viene nelle scuole risolta secondo la dialettica madhyamaka: la verità assoluta (paramārtha-satya o śūnyatā-satya) richiama costantemente la vacuità (śūnyatā) e in questo senso non c'è alcuna differenza tra gli esseri senzienti e i Buddha, anzi non ci sono "esseri senzienti"; sul piano della "verità convenzionale" (o "relativa", sans. saṃvṛti-satya) tali differenze esistono. La sintesi di queste due verità o "verità della Via di mezzo" (mādhya-satya) rende conto di ambedue e della loro inconciliabilità:
(Nāgārjuna. Mūlamadhyamakakārikā, XXIV, 18)
In questo modo come il nirvāṇa è il saṃsāra, e quindi la stessa vita quotidiana, l'azione del buddha corrisponde all'azione del bodhisattva tesa a realizzare l'"illuminazione", essa stessa è illuminazione. Per il mahāyānista quindi è la vita quotidiana a rappresentare la "Realtà ultima" e il Nirvāṇa stesso e le azioni tese a realizzare questa consapevolezza ovvero la "vita pratica" sono esse stesse illuminazione.
(Nāgārjuna, Mūla-madhyamaka-kārikā, XXV, 19-20)
(Dōgen, Shōbōgenzō)
(Dōgen. Bendōwa in Aldo Tollini Pratica e illuminazione nello Shōbōgenzō. Roma, Ubaldini, 2001, pagg. 137-8)
(Guàndǐng, 灌頂, Yuándùn Zhǐguān 圓頓止觀)
(Nichiren, Gosho)
È priva di smarrimento, è concentrazione e non lavorio mentale.

La consapevolezza della Realtà come si manifesta 

è smarrimento, successiva conoscenza e lavorio mentale.»
(Gampopa. Il prezioso ornamento di Liberazione)

### Gli appellativi del bodhisattva
La letteratura Mahāyāna offre diversi sinonimi o appellativi del termine bodhisattva. Una lista piuttosto completa la si riscontra nel Mahāyānasūtrālaṃkāra (L'ornamento del discorso del Veicolo Universale) dove, nel XIX capitolo ai versi 73-4 viene riportato questo elenco di quindici appellativi:
1. mahāsattva: grande essere;
2. dhīmat: saggio;
3. uttamadyut: luminosissimo
4. jinaputra: figlio del Vittorioso (del Buddha)
5. jinādhāra: legato al Vittorioso (al Buddha)
6. vietṛ: conquistatore;
7. jināṅkura: discendenza del Vittorioso (del Buddha);
8. īśvara: signore;
9. vikrānta: audace;
10. mahāyaśas vasta gloria;
11. paramāścarya: il meraviglioso;
12. kṛpālu: compassionevole;
13. dhārmika: giusto;
14. mahāpuṇya: grandemente meritevole;
15. sārthavāha: guida delle carovane.

### La Via del bodhisattva (bodhisattvayāna)
Il percorso di perfezionamento spirituale caratteristico del Buddhismo Mahāyāna è indicato come "Via del bodhisattva" (o Veicolo del bodhisattva, sanscrito bodhisattvayāna).
L'ingresso in questa "Via" si intraprende nel momento in cui il praticante mahāyāna realizza per la prima volta l'"aspirazione a conseguire l'Illuminazione" (bodhicitta), pronuncia il voto del Bodhisattva (praṇidhāna) a favore di tutti gli esseri senzienti e si impegna a praticare le "perfezioni" (pāramitā) e a rispettare i "precetti" (bodhisattvasaṃvara).
Da quel momento il bodhisattva si incammina lungo un percorso spirituale descritto in differenti modi dalle varie scuole Mahāyāna. Nelle scuole di origine Yogacara (dette anche Vijñānavāda o Cittamātra) ad esempio egli si avvia a percorrere i "cinque sentieri" (pañca-mārga).
Con l'inizio del terzo di questi "cinque sentieri", il bodhisattva diviene un āryabodhisattva avviandosi quindi ad entrare nelle "terre" (bhūmi) dei bodhisattva, indicate come dieci (daśa bhūmi). Anche queste terre vengono denominate e descritte in differenti modi dalle diverse scuole.
Raggiunta e completata l'ultima delle "dieci terre", denominata come Dharmameghabhūmi (Terra delle nuvole del Dharma, in alcune scuole indicata come Buddhabhūmi o anche Tāthāgatabhūmi) il bodhisattva acquisisce lo stato di Samyaksaṃbuddha (Buddha perfetto) potendo far "piovere" il Dharma su tutti gli esseri senzienti.

#### Il bodhisattva e l'aspirazione a conseguire l'Illuminazione (bodhicitta)

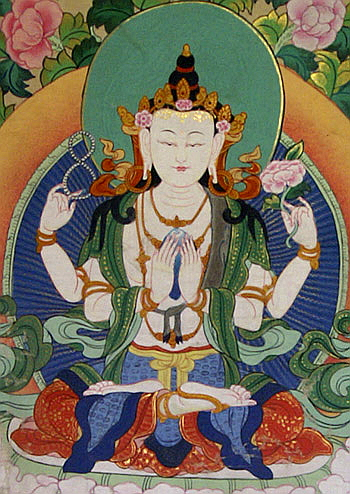
Avalokiteśvara (tib. sPyan-ras-gzigs dbang-phyug) nella tradizione tibetana. Questo Avalokiteśvara è dipinto come Ṣaḍakṣarin (Signore delle sei sillabe: Ṣaḍ-akṣara) ovvero del mantra Oṃ Maṇi Padme Hūṃ. In qualità di Ṣaḍakṣarin, Avalokiteśvara sta seduto a gambe incrociate (padmāsana). Con le quattro mani regge: con la destra un rosario (Akṣamālā, in genere composto da 108 grani, ma in questo dipinto è composto dal sottomultiplo di 54) dove per ogni grano recita il mantra; con la sinistra regge un fiore di loto (padma) simbolo della purezza; con la coppia delle mani centrali, Avalokiteśvara regge una pietra preziosa denominata cintāmaṇi (pietra preziosa del pensiero) pronta ad esaudire ogni desiderio e qui rappresentata da un cristallo ovale di colore azzurro.

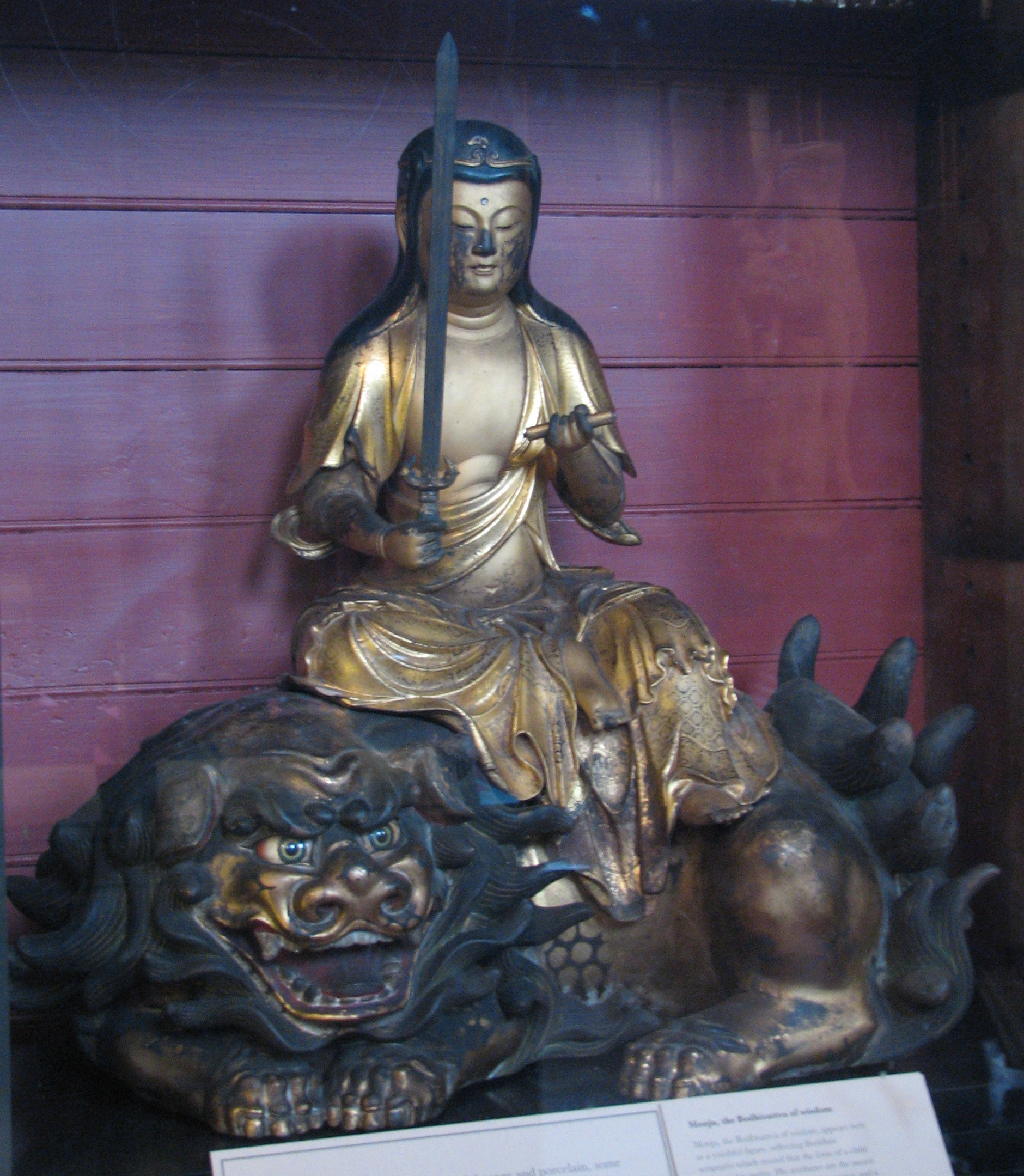
Il bodhisattva mahāsattva Mañjuśrī in una rappresentazione giapponese del XVI secolo conservata al British Museum. Mañjuśrī (giapp. 文殊 Monju) viene qui rappresentato come Siṃhāsana Mañjuśrī (Mañjuśrī a dorso di un leone ruggente). Tale raffigurazione ricorda la leggenda asiatica di un leone che aveva fatto resuscitare con un ruggito i propri cuccioli nati morti. La rappresentazione del "leone ruggente" richiama in Asia la capacità di provocare la rinascita spirituale. Mañjuśrī impugna con la mano destra la "spada" (khaḍga) ad indicare la distruzione dell'ignoranza (avidyā), mentre con la mano sinistra regge un rotolo dei Prajñāpāramitāsūtra con cui infonde la "sapienza" (prajñā).

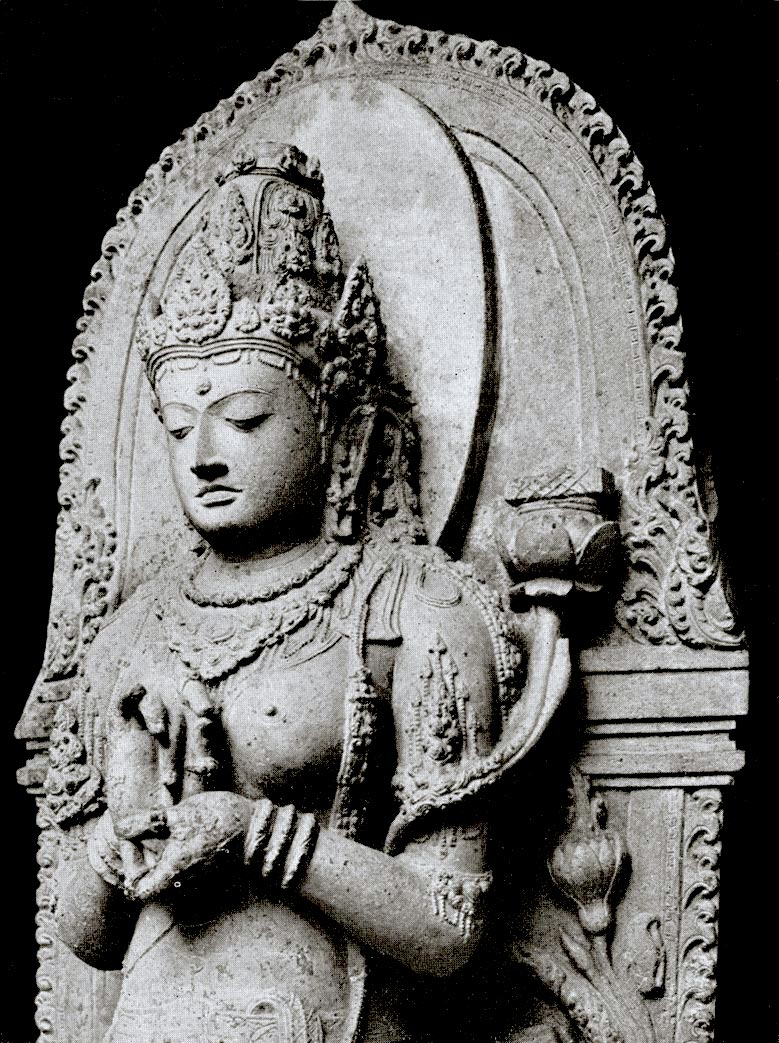
La bodhisattva mahāsattva Prajñāpāramitā (Giava). Le mani sono poste nell'attivazione della Ruota del Dharma (dharmacakrapravartanamudrā). Pollice e indice della mano destra si toccano a formare al Ruota del Dharma, mentre quelle della sinistra la mettono in movimento. In quanto bodhisattva mahāsattva indossa una corona a "cinque foglie" (o "punte") che la indicano come una entità non soggetta alle leggi naturali.

L'avvio del percorso spirituale del bodhisattva consiste nello sviluppare la "mente del Risveglio" ovvero il pensiero di ottenere l'"Illuminazione" per il bene di tutti gli esseri senzienti:
(Śāntideva. Bodhicaryāvatāra, cap. II "Adozione della mente del risveglio". Roma, Ubaldini, 1998 pag.59)

#### Il voto del Bodhisattva (praṇidhāna)
L'ingresso nella "Via del bodhisattva" (bodhisattvayāna, Veicolo dei bodhisattva) è preceduto da un voto pronunciato da un monaco o da un laico di fronte al proprio maestro e, idealmente, di fronte all'assemblea dei buddha.
Esistono diverse forme di voto del bodhisattva, che variano a seconda della scuola di riferimento, ma tutte si fondano sulla ferma decisione di raggiungere la bodhi al fine di salvare tutti gli esseri senzienti.

#### Le Pāramitā o perfezioni del Bodhisattva
Le pāramitā sono le "perfezioni" o "virtù" che il bodhisattva deve seguire e conseguire lungo il suo cammino di perfezionamento spirituale. Esse consistono in vissuti illuminati dalla saggezza superiore e che trascendono dalla discriminazione tra sé stessi e gli altri. Esistono due elenchi di pāramitā, uno composto da sei pāramitā (ṣaṣ pāramitā), ed è il più frequente, ed un secondo che aggiunge altre quattro pāramitā alle prime sei denominandosi daśa pāramitā (Dieci pāramitā). Questa ultima elencazione di dieci pāramitā è presente nel XXXI capitolo dell'Avataṃsakasūtra, il Daśabhūmika-sūtra (十住經, Shízhù jīng, giapp. Jūjū kyō, Sutra delle dieci terre) conservato al T.D. 286 dello Huāyánbù.
Le sei pāramitā:
1. Dāna pāramitā: generosità, disponibilità;
2. Śīla pāramitā: virtù, moralità, condotta appropriata;
3. Kṣanti pāramitā: pazienza, tolleranza, sopportazione, accettazione;
4. Vīrya pāramitā: energia, diligenza, vigore, sforzo;
5. Dhyāna pāramitā: concentrazione, contemplazione;
6. Prajñā pāramitā: saggezza, comprensione;

I quattro aggiuntivi secondo il Daśabhūmika-sūtra sono:
7. Upāya pāramitā: abili mezzi;
8. Praṇidhāna pāramitā: voto, risoluzione, aspirazione, determinazione;
9. Bala pāramitā: forza spirituale;
10. Jñāna pāramitā: conoscenza.

#### I precetti del Bodhisattva (bodhisattvasaṃvara)
L'ingresso nella Via del bodhisattva e quindi il pronunciamento del voto di bodhisattva implica il rispetto di una serie di precetti.
Questi precetti mahāyāna sono elencati nei Canoni buddhisti cinese e tibetano conservando alcune differenze tra loro.
Nel Buddhismo afferente al Canone cinese i precetti del bodhisattva vengono elencati in dieci principali e quarantotto secondari.
Nel Buddhismo afferente al Canone tibetano i precetti del bodhisattva vengono elencati in diciotto principali e quarantasei secondari.

#### I "Cinque sentieri" del Bodhisattva (pañca-mārga)
Il Buddhismo Mahāyāna riprende la descrizione dei "Cinque sentieri" pañca-mārga di perfezionamento spirituale indicate dal Buddhismo dei Nikāya, segnatamente dalle scuole Sarvāstivāda e Sautrāntika. Tale approccio prevede che il bodhisattva proceda lungo cinque itinerari spirituali che, tuttavia, a differenza di quelli suggeriti dalle scuole hīnayāniche sono centrati al fine di far raggiungere la bodhi a tutti gli esseri senzienti piuttosto che la salvezza personale.
I cinque sentieri del Mahāyāna conservano dunque gli stessi nomi di quelli delle scuole hīnayāniche e sono:
1. Saṃbhāramārga (sentiero dell'accumulazione): inizia con il Voto del Bodhisattva (praṇidhāna) e finisce con l'accoglimento della dottrina della vacuità (śūnyatā); qui il bodhisattva procede "accumulando" 'meriti' indispensabili per il prosieguo del cammino.
2. Prayogamārga (Sentiero dell'impegno): il bodhisttava abbandona le passioni ma può conservare ancora punti di vista erronei, riesce ad assumere su di sé le sofferenze degli esseri senzienti e quindi bruciare le proprie tendenze karmiche negative. L'ultima fase di questo sentiero, denominata Laukikāgradharma (Supremo Dharma mondano) può essere conseguito solo dagli esseri umani, in quanto questa forma di esistenza consente l'esperienza del dolore, esperienza indispensabile per il progresso spirituale. I deva, ovvero le divinità che vivono una condizione di felicità, non possono superare questo sentiero.
3. Darśanamārga (Sentiero della visione): questo sentiero corrisponde all'ingresso nella prima "terra" (bhūmi) dei bodhisattva (Pramuditābhūmi, "Molto felice"). Il bodhisattva è ora un Āryabodhisattva (nobile bodhisattva), ha superato le passioni più grossolane, ha compreso in fondo la dottrina della vacuità, ha superato le nozioni erronee di esistenza inerente ai singoli elementi della Realtà, nasce quindi in lui un forte vissuto di felicità grazie alla consapevolezza di essere utile agli esseri senzienti e di poter raggiungere la bodhi definitiva.
4. Bhāvanāmārga (Sentiero della pratica meditativa): questo sentiero corrisponde al procedere del bodhisattva tra la seconda terra Vimalābhūmi ("Terra della Purezza") e la decima terra Dharmameghabhūmi ("Terra delle Nuvola del Dharma"). Il suo progredire costante per mezzo del Nobile Ottuplice Sentiero (ārya aṣṭāṅgika mārga) gli fa abbandonare le condizioni negative latenti. Il tragitto lungo le dieci terre è lunghissimo, secondo le fonti tradizionali occorrono due asaṃkhyeya kalpa (due eoni incalcolabili)
5. Aśaikṣamārga (Sentiero che va oltre gli apprendimenti): il bodhisattva è ora un buddha completo, un samyaksaṃbuddha.

#### Le "Dieci terre" del Bodhisattva (daśa bhūmi)
Il Daśabhūmikasūtra è il sūtra principale che enuncia la dottrina delle bhūmi, indicando nella bodhicitta (Mente del Risveglio, ovvero l'aspirazione ad ottenere il Risveglio) il primo passo per entrarvi. Di seguito l'elencazione e la illustrazione delle daśa bhūmi così come presentata nel Daśabhūmikasūtra:
1. Pramuditābhūmi ("Terra della Grande gioia")
  - Così indicata in quanto il bodhisattva si sente prossimo all'"illuminazione" e comprendendo il beneficio che questa reca a tutti gli esseri senzienti prova un sentimento di "grande gioia"; in questa bhūmi si perfeziona ogni virtù, ma in particolare la pāramitā della "generosità" (dāna).
2. Vimalābhūmi ("Terra della Purezza")
  - Attraversando la seconda bhūmi, ci si libera dall'immoralità, conquistando la purezza; in questa bhūmi si pratica la pāramitā della "disciplina morale" (śīla).
3. Prabhākarībhūmi ("Terra che illumina")
  - Quando si raggiunge questa bhūmi il bodhisattva illumina con la luce (della sua comprensione del Dharma) tutto il mondo che lo circonda; la pāramitā prediletta è la "pazienza" (kṣānti).
4. Arciṣmatibhūmi ("Terra Radiante")
  - Questa bhūmi è detta 'radiante' perché qui il bodhisattva con la pratica della pāramitā della vīrya e dei saptatriṃśad-bodhi-pakṣikādharmāḥ (Trentasette fattori della illuminazione) è come una forte luce che brucia tutto ciò che si oppone all'illuminazione stessa.
5. Sudurjayābhūmi ("Terra impegnativa da superare")
  - Quando ottiene questa bhūmi il bodhisattva cerca di aiutare gli esseri senzienti a ottenere la maturità, ma non si lascia coinvolgere emotivamente quando tali esseri rispondono negativamente impedendo così a Māra, il tentatore dello stesso Gautama Buddha, di avere la meglio, e ciò è molto difficile; la pāramitā praticata è la concentrazione meditativa (dhyāna).
6. Abhimukhībhūmi ("Terra in vista della Realtà", o "Terra faccia a faccia")
  - Dipendendo dalla perfezione della coscienza della sapienza, il bodhisattva non è più vincolato al saṃsāra ma non ha ancora raggiunto il nirvāṇa anche se lo vede "faccia a faccia"; la pāramitā enfatizzata è la saggezza (prajñā).
7. Dūraṃgamābhūmi ("Terra che procede lontano")
  - Il bodhisattva giunto a questo punto è in grado di vedere la Realtà per come essa è (Tathātā). Comprende la base di ogni esistente (bhūtakoṭivihāra) ed è in grado di utilizzare gli "abili mezzi" (upāya), per aiutare il prossimo.
8. Acalābhūmi ("Terra immutabile")
  - Il bodhisattva ora non è più spinto dai pensieri inerenti alla vacuità (śūnyatā) o quelli inerenti ai fenomeni (dharma). Coltivando la pāramitā del "voto risoluto" (pranidhana) egli è in grado di attraversare liberamente i diversi piani di esistenza.
9. Sādhumatībhūmi ("Terra del Buon discernimento")
  - Qui il bodhisattva acquisisce le quattro conoscenze analitiche (pratisaṃvid) e si perfeziona nella pāramitā della "forza spirituale" (bala).
10. Dharmameghabhūmi ("Terra delle Nuvola del Dharma")
  - Il corpo del bodhisattva è ora luminoso, costituito da pietre preziose ed egli è in grado di operare miracoli al di fuori delle leggi della natura a favore di tutti gli esseri senzienti. Egli in questa terra si perfeziona nella conoscenza trascendentale (jñāna).

Con il superamento delle dieci bhūmi, secondo il Buddhismo Mahāyāna, il bodhisattva consegue l'Illuminazione completa (l'anuttarā-samyak-saṃbodhi) e diviene un buddha.
Da tener presente, come nota Nakamura Hajime, che in alcune tradizioni buddhiste afferenti al Canone cinese, come le scuole Chán e Zen, il percorso del bodhisattva viene inteso attraverso non un procedere graduale ma immediato ovvero per tramite una "illuminazione" (悟 wù, giapp, satori) raggiunta subitaneamente. Allo stesso modo alcune tradizioni afferenti al Canone tibetano nonché al Buddhismo esoterico estremo-orientale, ritengono che per mezzo di alcune pratiche dette "tantriche" l'obiettivo dell'anuttarā-samyak-saṃbodhi possa essere conseguito "in questo corpo e in questa vita".

### I Bodhisattva cosmici (Mahāsattva) del Buddhismo Mahāyāna
Nei testi religiosi del Buddhismo Mahāyāna e del Mahāyāna-Vajrayāna compaiono spesso dei bodhisattva pienamente illuminati che hanno raggiunto l'apratiṣṭhita-nirvāṇa (nirvāṇa non statico o non dimorante), il nirvāṇa completo del Mahāyāna ma che, tuttavia, rinunciano all'estinzione completa (parinirvāṇa) propria dei buddha scegliendo quindi di rinascere per aiutare gli esseri senzienti. Questi esseri vivono quindi nel saṃsāra ma non ne sono coinvolti.
Tali bodhisattva sono indicati come bodhisattva mahāsattva (grandi esseri) e sono dotati dei completi poteri (bāla) e perfezioni (pāramitā) complete acquisite con il raggiungimento di tutte le "Dieci terre" (daśa-bhūmi) dei bodhisattva. Tali bodhisattva mahāsattva non sono soggetti alle "leggi naturali", possono acquisire differenti forme fenomeniche e apparire contemporaneamente in più luoghi, grazie ai meriti karmici (puṇya) acquisiti possono trasferire tali meriti a quegli esseri senzienti con un karman negativo per alleggerire lo stesso.
Nei paesi di cultura Mahāyāna e Mahāyāna-Vajrayāna questi bodhisattva mahāsattva hanno dei propri culti che li accostano alle divinità (deva) protettrici del Buddhismo, ma non devono essere confusi con queste ultime in quanto le "divinità" sono di rango assolutamente inferiore non avendo realizzato alcun tipo di nirvāṇa e nemmeno avviato il percorso delle bhūmi dei bodhisattva e quindi sono collocate a pieno titolo nel saṃsāra soffrendone le conseguenze.
Tra i bodhisattva mahāsattva presenti nella letteratura Mahāyāna e Mahāyāna-Vajrayāna e nei relativi culti religiosi, ricordiamo:
- Ākāśagarbha (Colui che ha origine nell'etere): nella letteratura non gli viene attribuita alcuna funzione precisa se non una generica "protezione della saggezza".
- Avalokiteśvara (Colui che ascolta i dolori del mondo): è considerato il bodhisattva della compassione.
- Kṣitigarbha (Colui che origina dalla Terra): è il bodhisattva protettore dei monaci buddhisti e dei defunti, in particolare ha cura degli esseri senzienti dal parinirvāṇa del Buddha Śākyamuni fino all'avvento del prossimo buddha Maitreya.
- Mahāsthāmaprāpta: è inteso come la "saggezza" del Buddha Amitbāha. Rappresenta anche uno degli otto grandi bodhisattva del Buddhismo esoterico sino-giapponese.
- Maitreya (il Buono): è l'unico bodhisattva menzionato nel Canone pāli (Metteya), secondo alcune tradizioni si manifesterà come buddha trascorsi cinquemila anni dal parinirvāṇa del Buddha Śākyamuni. Attualmente risiede nel paradiso di Tuṣita con il nome di bodhisattva Nātha.
- Mañjuśrī (Bellezza amabile): insieme ad Avalokiteśvara è considerato il bodhisattva mahāsattva più importante. Rappresenta, tutela e infonde la "saggezza" e la "sapienza" (prajñā). Protegge coloro che studiano la dottrina buddhista offrendo loro le capacità di comprensione, memoria e intelligenza.
- Prajñā o Prajñāpāramitā (Saggezza): è una bodhisattva mahāsattva femminile, legata alla "saggezza" e come tale "madre" di tutti i buddha. Nel tempo è stata associata a Tārā.
- Samantabhadra (Pieno di benedizioni): nel Buddhismo indiano è inteso come il protettore di coloro che diffondono il Dharma buddhista; nel Buddhismo tibetano è inteso come colui che esprime la karuṇā; nel Buddhismo di riferimento del Canone cinese è inteso come colui che protegge i praticanti la meditazione.
- Tārā (Stella): è una bodhisattva mahāsattva femminile. Originariamente considerata emanazione di Avalokiteśvara, essendo nata da un fiore di loto sorto da un lago in cui si erano raccolte le lacrime di questo bodhisattva cosmico, versate alla vista delle sofferenze degli esseri senzienti, Tārā acquisirà nei secoli una propria fisionomia legata al ruolo di "madre" degli esseri senzienti e loro salvatrice. Molte entità bodhisattviche femminili sono associate a Tārā assumendone la fisionomia e differenziadosi per i differenti colori.
- Vajrapāṇi (Colui che impugna il vajra): è inteso come colui che accompagna e protegge il Buddha Śākyamuni.

#### Galleria di rappresentazioni figurative di bodhisattva cosmici

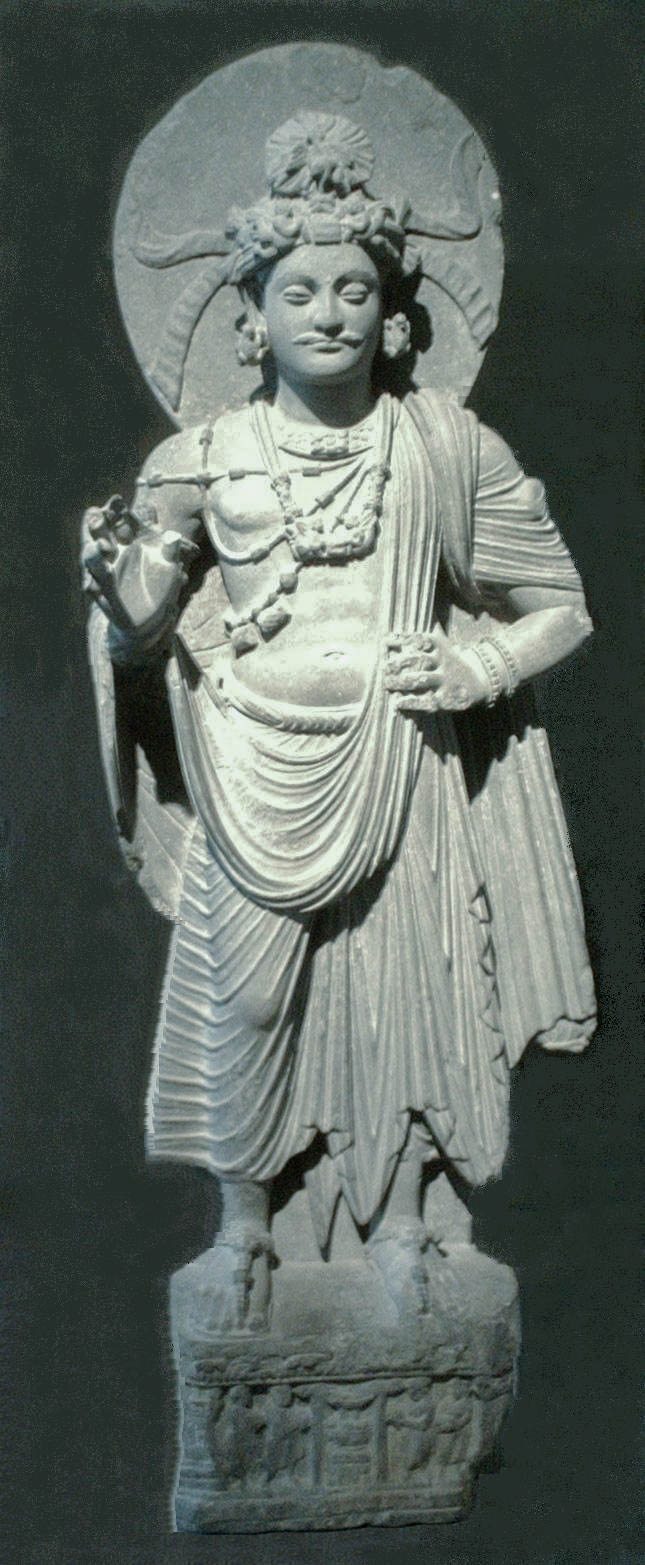
Siddhartha Gautama rappresentato come un bodhisattva. Gandhāra, II-III secolo.
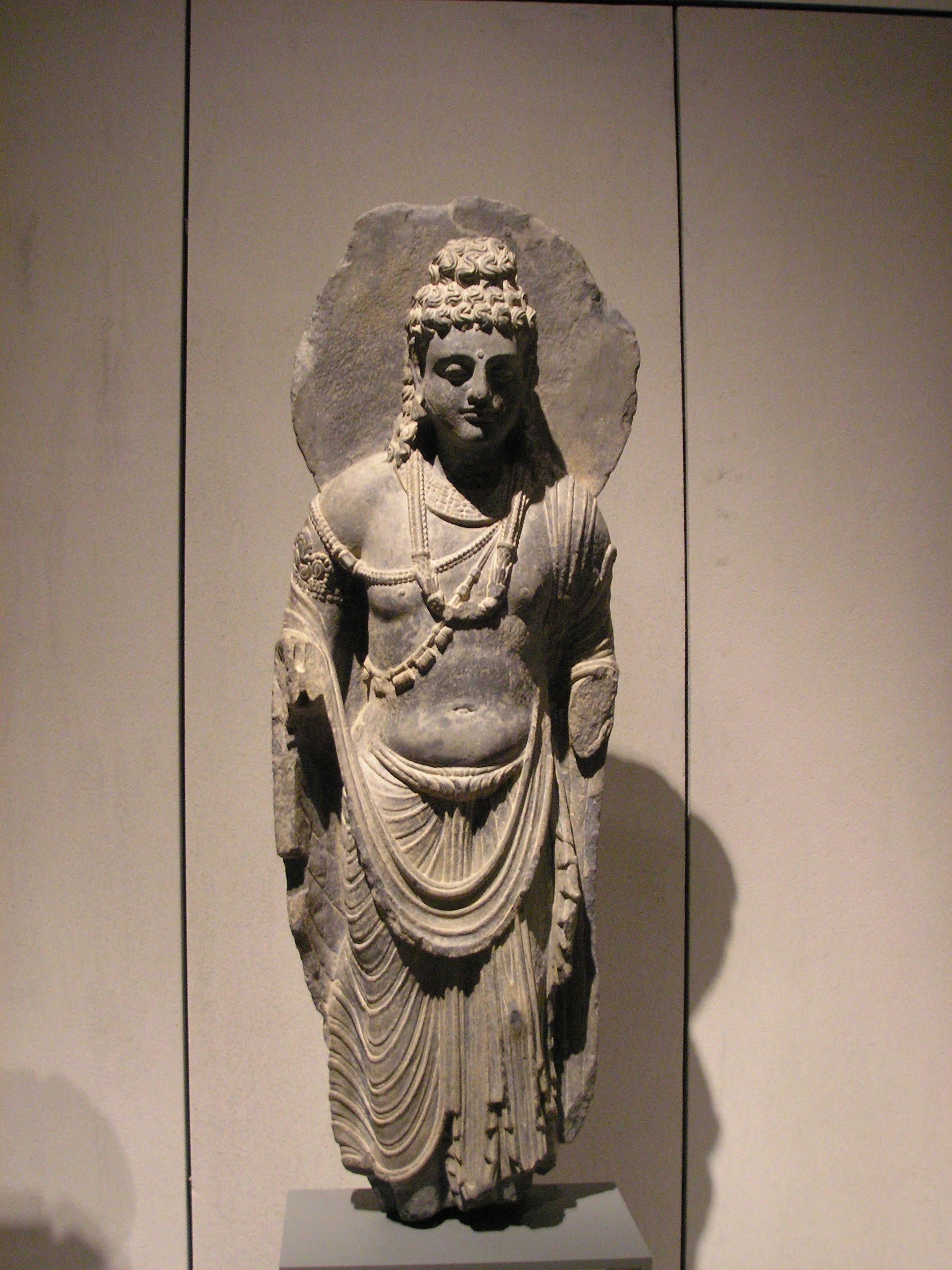
Bodhisattva. Gandhāra, II-III secolo.
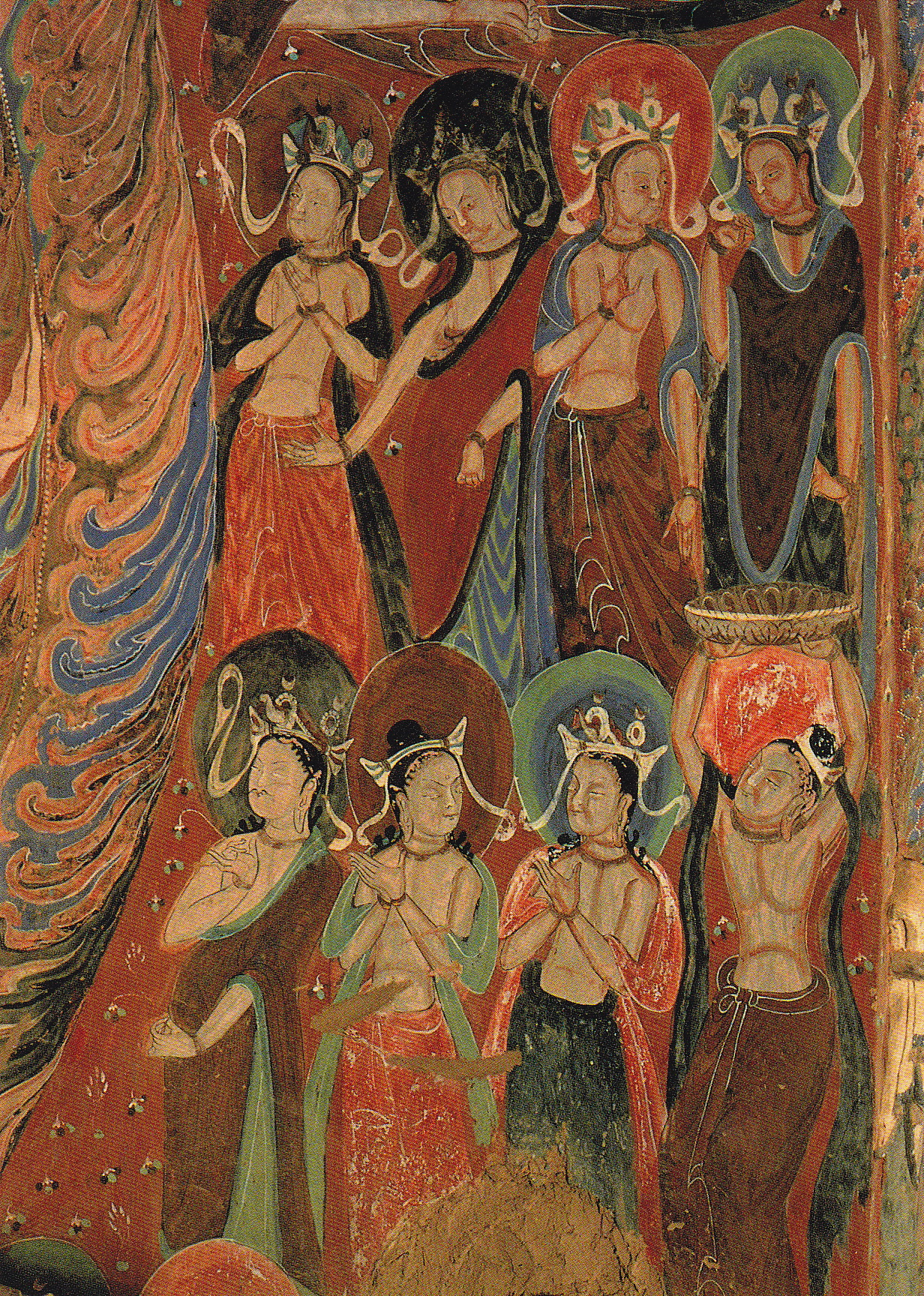
Assemblea di bodhisattva. Cina, VI secolo.
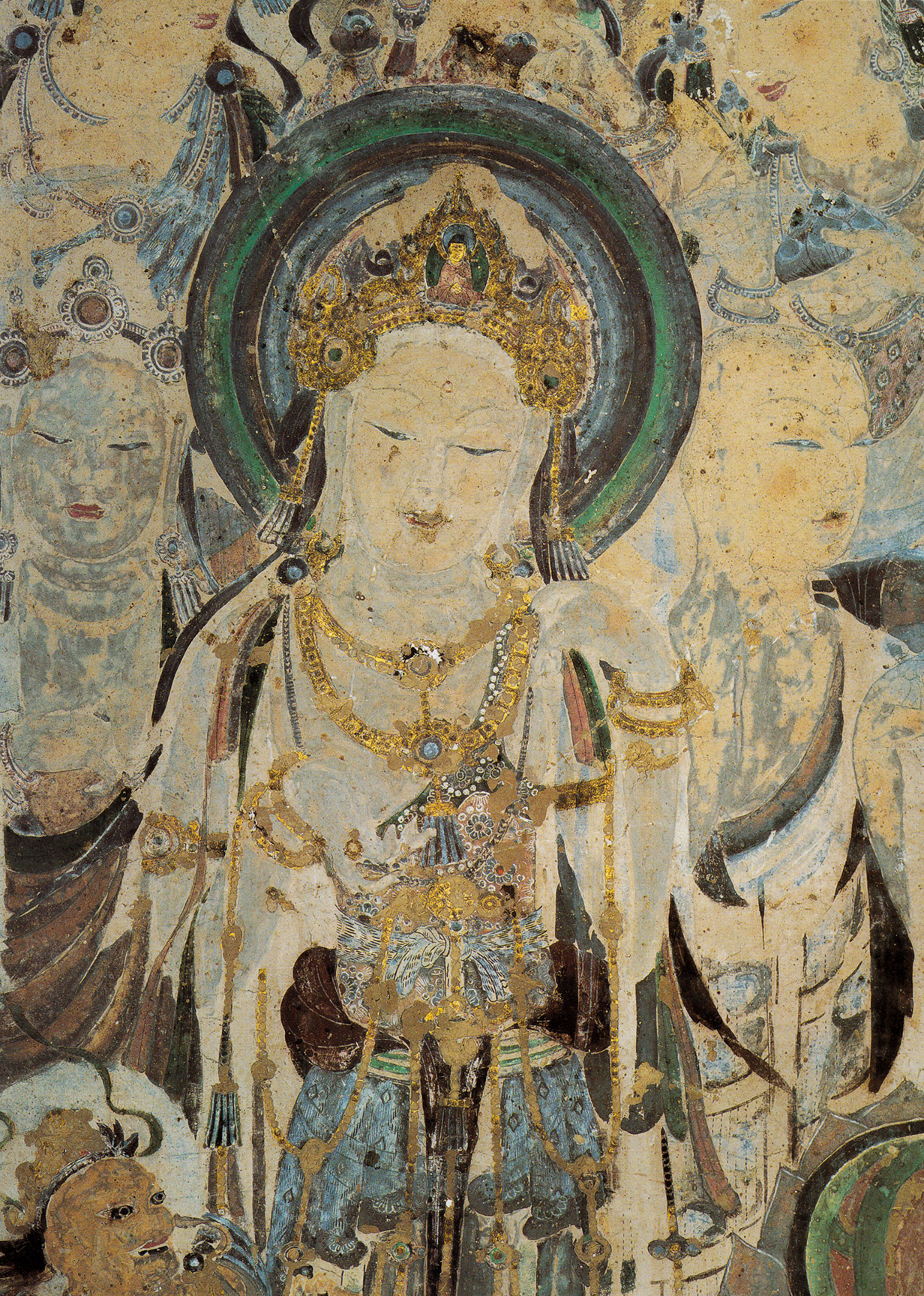
Murale di bodhisattva. Cina, Dinastia Tang.
Ākāśagarbha. Giappone, IX secolo.
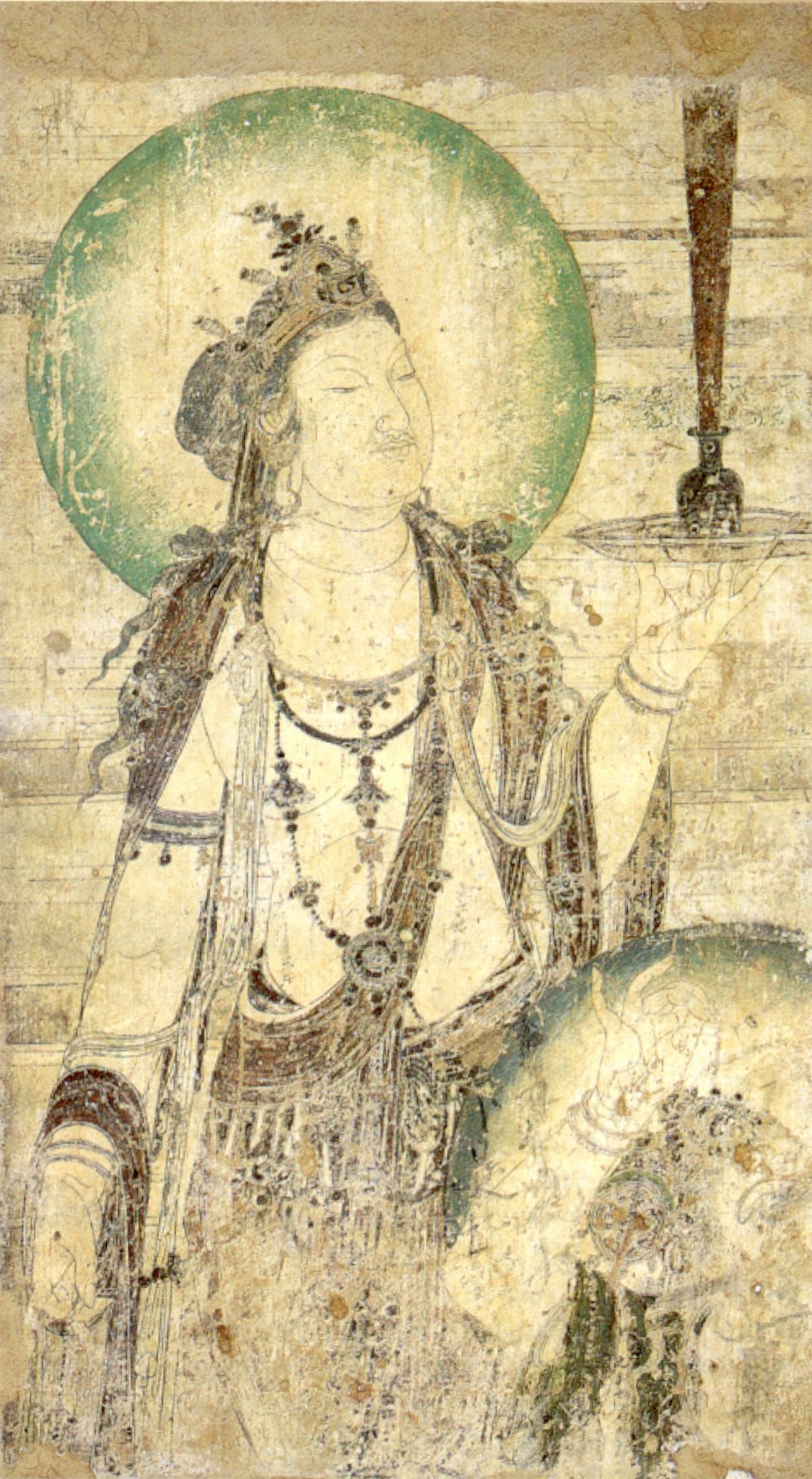
Murale di un bodhisattva. Cina, X secolo.
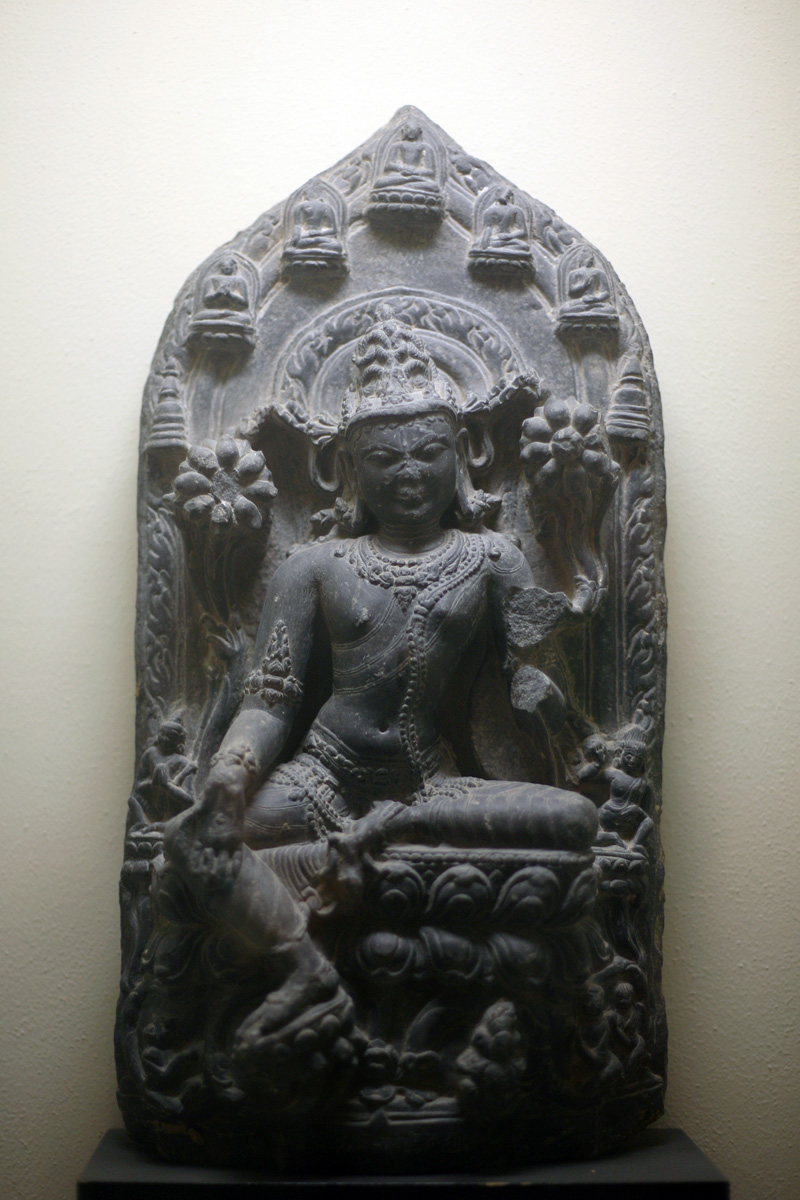
Avalokiteśvara. India, XI-XII secolo.
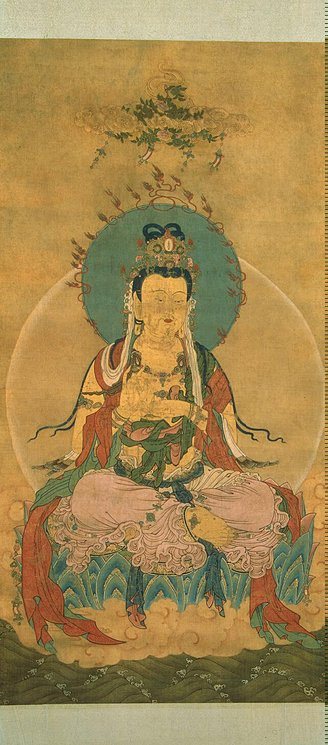
Mahāsthāmaprāpta. Cina, XIII secolo.
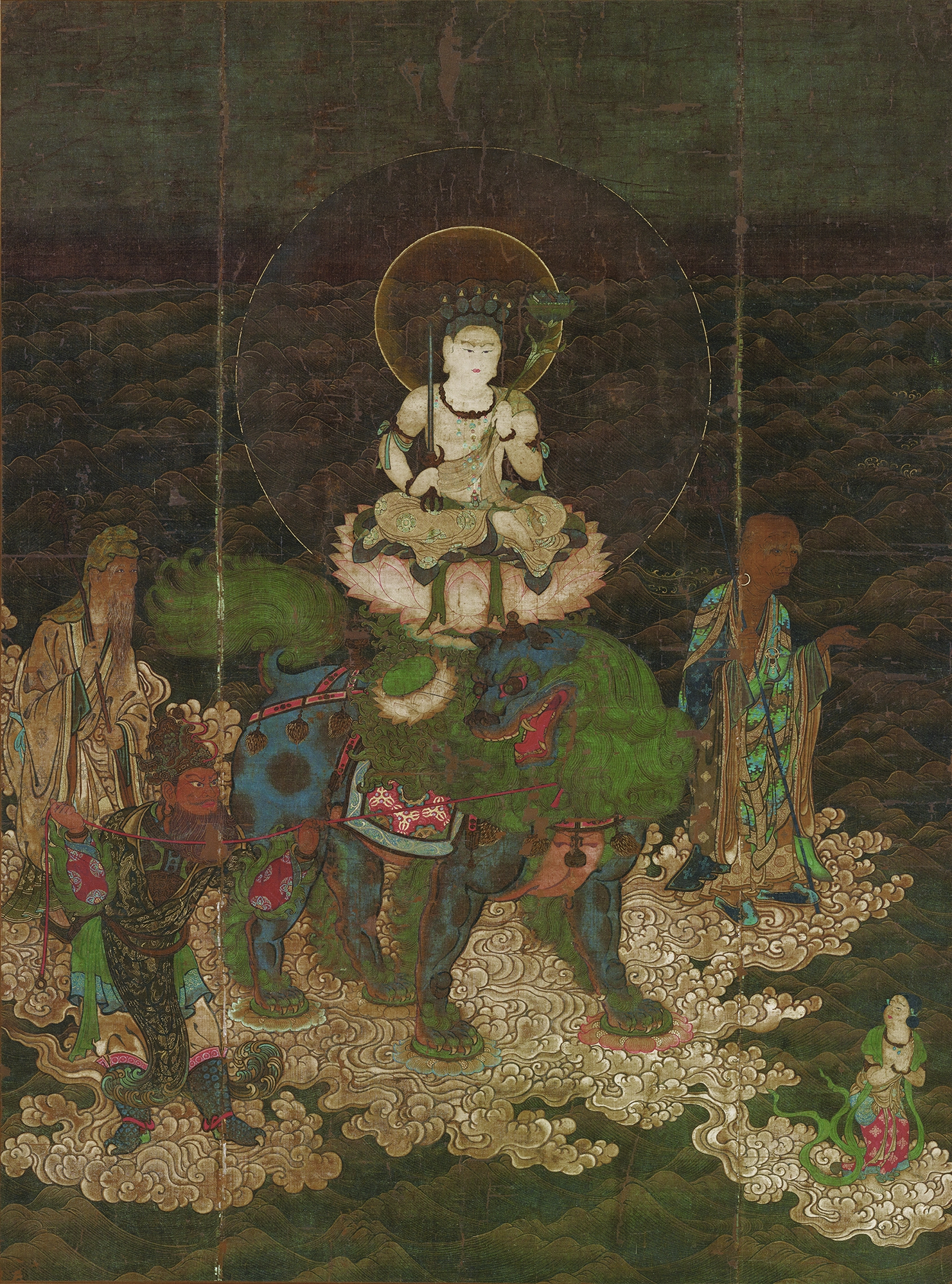
Mañjuśrī attraversa il mare. Giappone, XIV secolo.
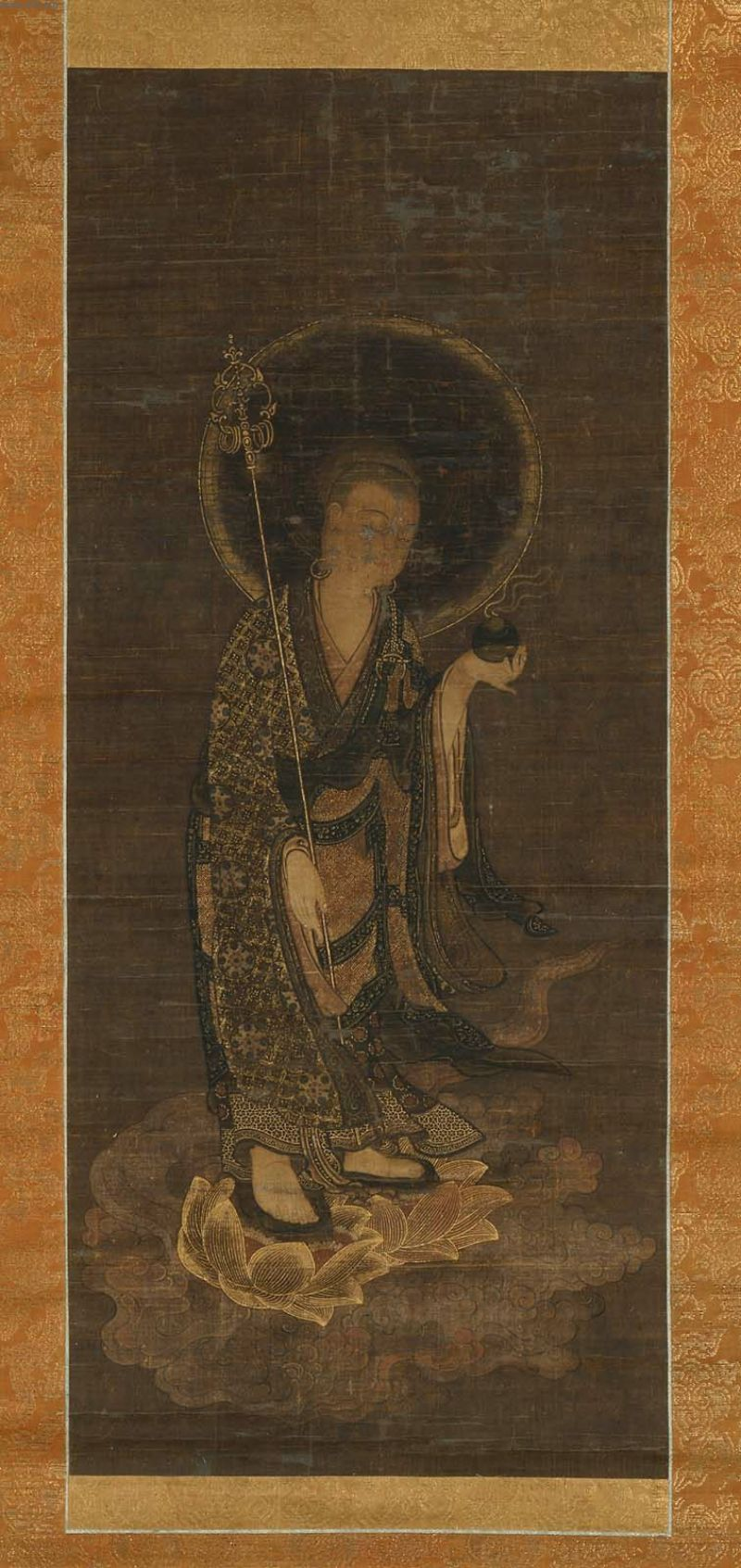
Kṣitigarbha. Giappone, XV secolo.
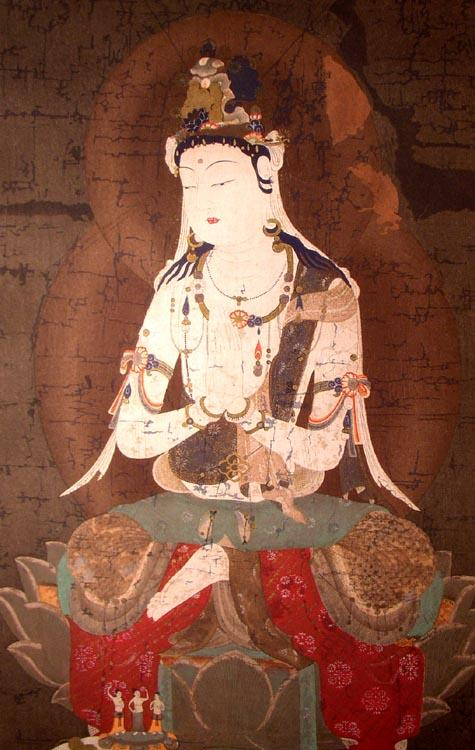
Samantabhadra. Giappone.
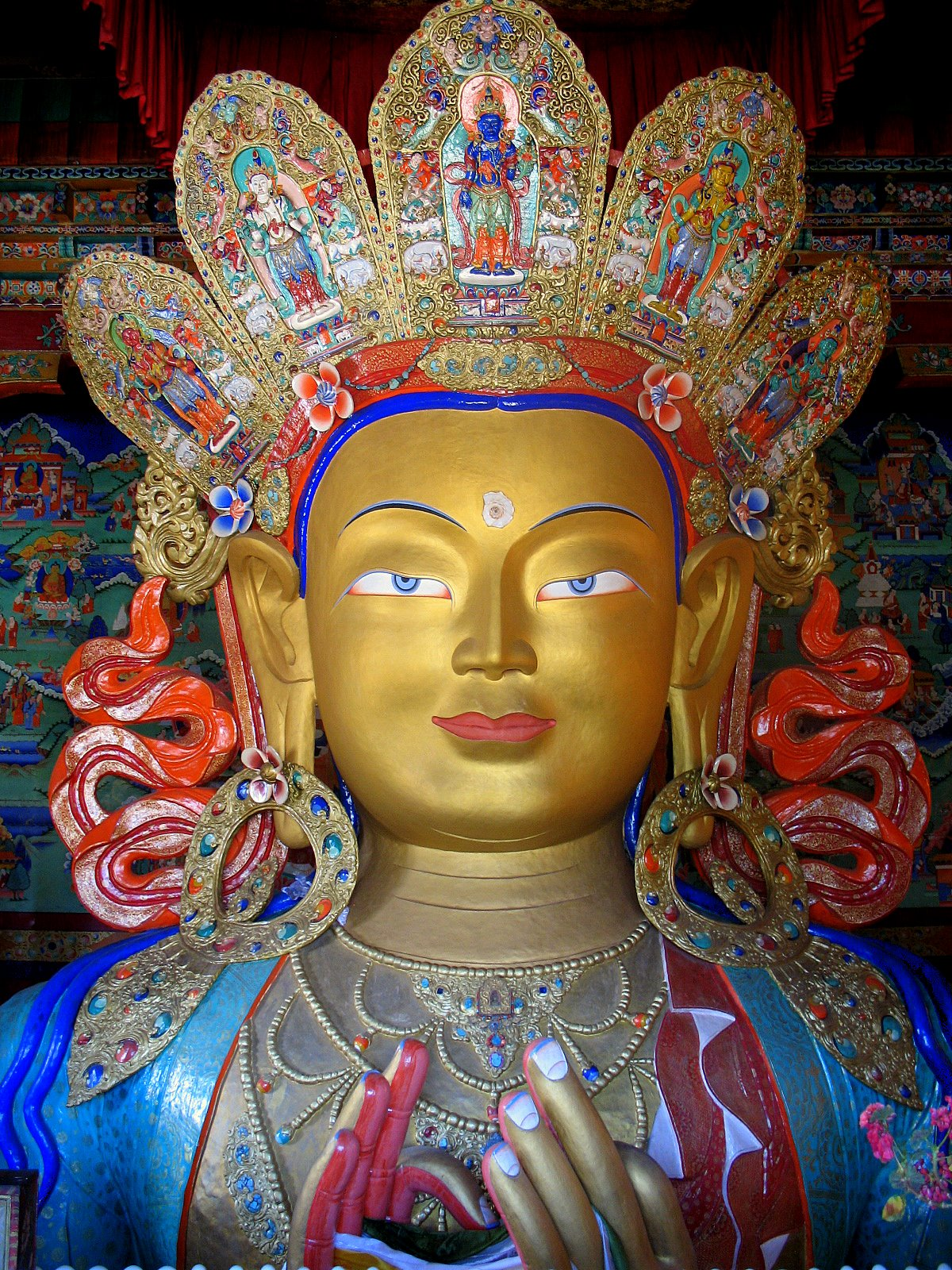
Maitreya. Tibet.